# Straight Shooting
Straight Shooting (Brasil: O Último Cartucho ) é um filme norte-americano de 1917, do gênero faroeste, dirigido por John Ford e estrelado por Harry Carey. O estado do filme encontra-se conservado no International Museum of Photography and Film na George Eastman House.

## Sinopse
No final do século XIX no extremo oeste, um fazendeiro está lutando pelo direito de lavrar as planícies. A fim de expulsar os agricultores, os rancheiros tentam controlar o acesso à água.

## Elenco
- Harry Carey ... Cheyenne Harry
- Duke R. Lee ... Thunder Flint (creditado como Duke Lee)
- George Berrell ... Sweet Water Sims
- Molly Malone ... Joan Sims
- Ted Brooks ... Ted Sims
- Hoot Gibson ... Danny Morgan
- Milton Brown ... BlackasEyed Pete (creditado como Milt Brown)
- Vester Pegg ... Placer Fremont